# Alessandro Hämmerle
Alessandro Hämmerle (Frauenfeld, 30 juli 1993) is een in Zwitserland geboren Oostenrijkse snowboarder. Hij is de jongere broer van snowboarder Michael Hämmerle. Hij vertegenwoordigde Oostenrijk op de Olympische Winterspelen 2014 in Sotsji en op de Olympische Winterspelen 2018 in Pyeongchang.

## Carrière
Bij zijn wereldbekerdebuut, in december 2010 in Lech am Arlberg, scoorde Hämmerle direct wereldbekerpunten. In maart 2012 werd de Oostenrijker in de Spaanse Sierra Nevada wereldkampioen bij de junioren. Twee jaar na zijn debuut behaalde hij in Montafon zijn eerste toptienklassering in een wereldbekerwedstrijd. Op de FIS wereldkampioenschappen snowboarden 2013 in Stoneham eindigde Hämmerle als zesde op de snowboardcross. Op 17 februari 2013 boekte de Oostenrijker in Sotsji zijn eerste wereldbekerzege. Tijdens de Olympische Winterspelen van 2014 in Sotsji eindigde hij als zeventiende op de snowboardcross.
In Kreischberg nam Hämmerle deel aan de FIS wereldkampioenschappen snowboarden 2015. Op dit toernooi eindigde hij als vijfde op de snowboardcross. Op de FIS wereldkampioenschappen snowboarden 2017 in de Spaanse Sierra Nevada eindigde de Oostenrijker als elfde op het onderdeel snowboardcross. Tijdens de Olympische Winterspelen van 2018 in Pyeongchang eindigde hij als zevende op de snowboardcross.
In Park City nam Hämmerle deel aan de FIS wereldkampioenschappen snowboarden 2019. Op dit toernooi eindigde hij als zestiende op de snowboardcross. In de seizoenen 2018/2019 en 2019/2020 won de Oostenrijker de wereldbeker snowboardcross. Op de FIS wereldkampioenschappen snowboarden 2021 in Idre Fjäll veroverde hij de zilveren medaille op de snowboardcross.

## Resultaten

### Olympische Winterspelen
| Jaar | Plaats      | Resultaten         |
| ---- | ----------- | ------------------ |
| 2014 | Sotsji      | 17e Snowboardcross |
| 2018 | Pyeongchang | 7e Snowboardcross  |

### Wereldkampioenschappen
| Jaar | Plaats        | Resultaten         |
| ---- | ------------- | ------------------ |
| 2013 | Stoneham      | 6e Snowboardcross  |
| 2015 | Kreischberg   | 5e Snowboardcross  |
| 2017 | Sierra Nevada | 11e Snowboardcross |
| 2019 | Park City     | 16e Snowboardcross |
| 2021 | Idre Fjäll    | Snowboardcross     |

### Wereldbeker
Eindklasseringen
| Seizoen   | Algm | SBX    |
| --------- | ---- | ------ |
| 2010/2011 | 84e  | 45e    |
| 2011/2012 | –    | 35e    |
| 2012/2013 | –    | 4e     |
| 2013/2014 | –    | 44e    |
| 2014/2015 | –    | 16e    |
| 2015/2016 | –    | Zilver |
| 2016/2017 | –    | Brons  |
| 2017/2018 | –    | Zilver |
| 2018/2019 | –    | Goud   |
| 2019/2020 | –    | Goud   |

Wereldbekerzeges
| Datum            | Plaats               | Onderdeel      |
| ---------------- | -------------------- | -------------- |
| 17 februari 2013 | Sotsji               | Snowboardcross |
| 12 december 2015 | Montafon             | Snowboardcross |
| 21 januari 2017  | Solitude             | Snowboardcross |
| 4 februari 2017  | Bansko               | Snowboardcross |
| 3 maart 2018     | La Molina            | Snowboardcross |
| 10 maart 2018    | Moskou               | Snowboardcross |
| 2 maart 2019     | Baqueira-Beret       | Snowboardcross |
| 13 december 2019 | Montafon             | Snowboardcross |
| 13 maart 2020    | Veysonnaz            | Snowboardcross |
| 24 januari 2021  | Chiesa in Valmalenco | Snowboardcross |
| 18 februari 2021 | Reiteralm            | Snowboardcross |